# Maxime Estève
Maxime Fernand Christian Estève (Montpellier, 26 mei 2002) is een Frans voetballer die doorgaans speelt als centrale verdediger. In juli 2024 verruilde hij Montpellier voor Burnley.

## Clubcarrière
Estève speelde in de jeugd van Olympique de Saint-André en Canet Roussillon, voor hij in de opleiding van Montpellier werd opgenomen. De verdediger mocht zijn debuut maken op 8 augustus 2021, toen hij in de Ligue 1 in de basis mocht beginnen tegen Olympique Marseille. Door een eigen doelpunt van Luan Peres en een treffer van Gaëtan Laborde kwam Montpellier voor, maar na rust zorgden Cengiz Ünder en Dimitri Payet (tweemaal) voor een uitzege van Marseille: 2–3. Een maand later tekende hij zijn eerste professionele contract. Zijn eerste doelpunt maakte Estève op 17 december 2023. Op die dag zorgde hij met zijn treffer voor de overwinning bij FC Metz: 0–1.
Halverwege het seizoen 2023/24 maakte de Fransman op huurbasis de overstap naar Burnley, uitkomend in de Premier League. De Engelse club bedong ook een optie tot koop bij de overgang. Aan het einde van het seizoen degradeerde Burnley naar het Championship. Door het lichten van de optie tot koop daalde de Fransman mee af. Tijdens de jaargang 2024/25 speelde Estève in alle wedstrijden van Burnley mee, telkens als basisspeler. Door een tweede plek keerde de club na een jaar terug in de Premier League. De Fransman werd verkozen in het Team van het Seizoen van de gehele competitie. Na de promotie werd het contract van de Fransman opengebroken en met een jaar verlengd tot medio 2030.

## Clubstatistieken
| Seizoen | Club        | Competitie     | Competitie | Competitie | Beker | Beker | Internationaal | Internationaal | Totaal | Totaal |
| Seizoen | Club        | Competitie     | Wed.       | Dlp.       | Wed.  | Dlp.  | Wed.           | Dlp.           | Wed.   | Dlp.   |
| ------- | ----------- | -------------- | ---------- | ---------- | ----- | ----- | -------------- | -------------- | ------ | ------ |
| 2021/22 | Montpellier | Ligue 1        | 24         | 0          | 0     | 0     | —              | —              | 24     | 0      |
| 2022/23 | Montpellier | Ligue 1        | 23         | 0          | 1     | 0     | —              | —              | 24     | 0      |
| 2023/24 | Montpellier | Ligue 1        | 12         | 1          | 2     | 0     | —              | —              | 14     | 1      |
| 2023/24 | → Burnley   | Premier League | 16         | 0          | 0     | 0     | —              | —              | 16     | 0      |
| 2024/25 | Burnley     | Championship   | 46         | 1          | 2     | 0     | —              | —              | 48     | 1      |
| 2025/26 | Burnley     | Premier League | 1          | 0          | 0     | 0     | —              | —              | 1      | 0      |
| Totaal  | Totaal      | Totaal         | 122        | 2          | 5     | 0     | 0              | 0              | 127    | 2      |

Bijgewerkt op 20 augustus 2025.

## Erelijst
| Championship – Team van het Jaar | 1 | 2024/25 |